# 同和住宅
同和住宅（どうわじゅうたく）とは、同和対策事業の一環として同和地区内に建設され、同和関係者向けに提供される公営住宅である。住宅地区改良法に基づく改良住宅の中にも同和対策事業として建設された住宅が含まれるが、一般に同和住宅という場合は、改良住宅ではない同和関係者向け公営住宅を指すことが多い。

## 概要
自治体によっては同和向住宅（どうわむけじゅうたく）などと呼称することもある。改良住宅と区別して同和向け公営住宅と呼ぶ場合もある。
また同和住宅の建設と同時に、隣保館などの公共施設が整備されることもある。
多くは一般の公営住宅と外観を異にしないが、福岡県のある自治体において、通常の公営住宅の外壁の棟表示が「市-番号」とされたのに対し、同和住宅に限り「同-番号」とされたという事例が確認されている。

### 批判
同和地区の住環境改善のため欠かせない施策であるという意見もあるが、同和関係者を同和地区に固定することから「同和」の理念に逆行するとの批判もある。また逆差別（同和利権）的行政施策の典型例として挙げられる場合もある。